# Megapnosaurus
Megapnosaurus of Syntarsus is een geslacht van uitgestorven theropode dinosauriërs uit de familie Coelophysidae dat leefde in het Vroeg-Jura. Het is wellicht niet geldig.
Toen het geslacht in 1969 door de Zuid-Afrikaanse paleontoloog Michael Raath werd benoemd, kreeg het oorspronkelijk de naam Syntarsus, wat 'samengesmolten loopbeen' betekent. Hij benoemde ook de typesoort Syntarsus rhodesiensis. In 1996 werd echter ontdekt dat de geslachtsnaam al sinds 1869 bestond voor een kever — of beter gezegd: de keverdeskundigen kregen toen pas in de gaten dat een dinosauriër de naam droeg van een hun welbekende kever. Entomoloog Michael Ivy, na summier hierover inlichtingen te hebben ingewonnen aannemend dat Raath al overleden was, zodat deze zelf geen vervangingsnaam kon geven zoals gebruikelijk is, gaf hierna in 2001 de nieuwe geslachtsnaam Megapnosaurus. Dit is een afleiding van het Klassiek Griekse μεγα, 'groot', απνοος, 'niet-ademend' en σαυρος, 'hagedis'. Echter niet alle paleontologen hebben deze overgenomen. Sindsdien worden beide namen gebruikt, alhoewel Megapnosaurus in beginsel de geldige naam is. De reden voor het gebrek aan acceptatie is dat velen, waaronder Raath zelf, tegenwoordig menen dat Syntarsus een jonger synoniem is van Coelophysis en dat zou Megapnosaurus een nomen vanum maken, een mislukte naamsverandering. Verder is er door Timothy Rowe van Syntarsus in 1989 ook nog een tweede soort benoemd, Syntarsus kayentakatae, en deze soort is potentieel niet synoniem met Coelophysis en daarvoor zou men dan weer een ander nieuw geslacht moeten benoemen: de naam Megapnosaurus is nu voorgoed verbonden aan de oorspronkelijke typesoort. De naamsverandering, die door de entomologen werd uitgevoerd om verwarring met de kever te voorkomen, werd door paleontologen alom betreurd als overbodig en hinderlijk — nog afgezien van de ironische naam: groot is het dier slechts in verhouding met een kever en ook 'niet-ademend' was humoristisch bedoeld.

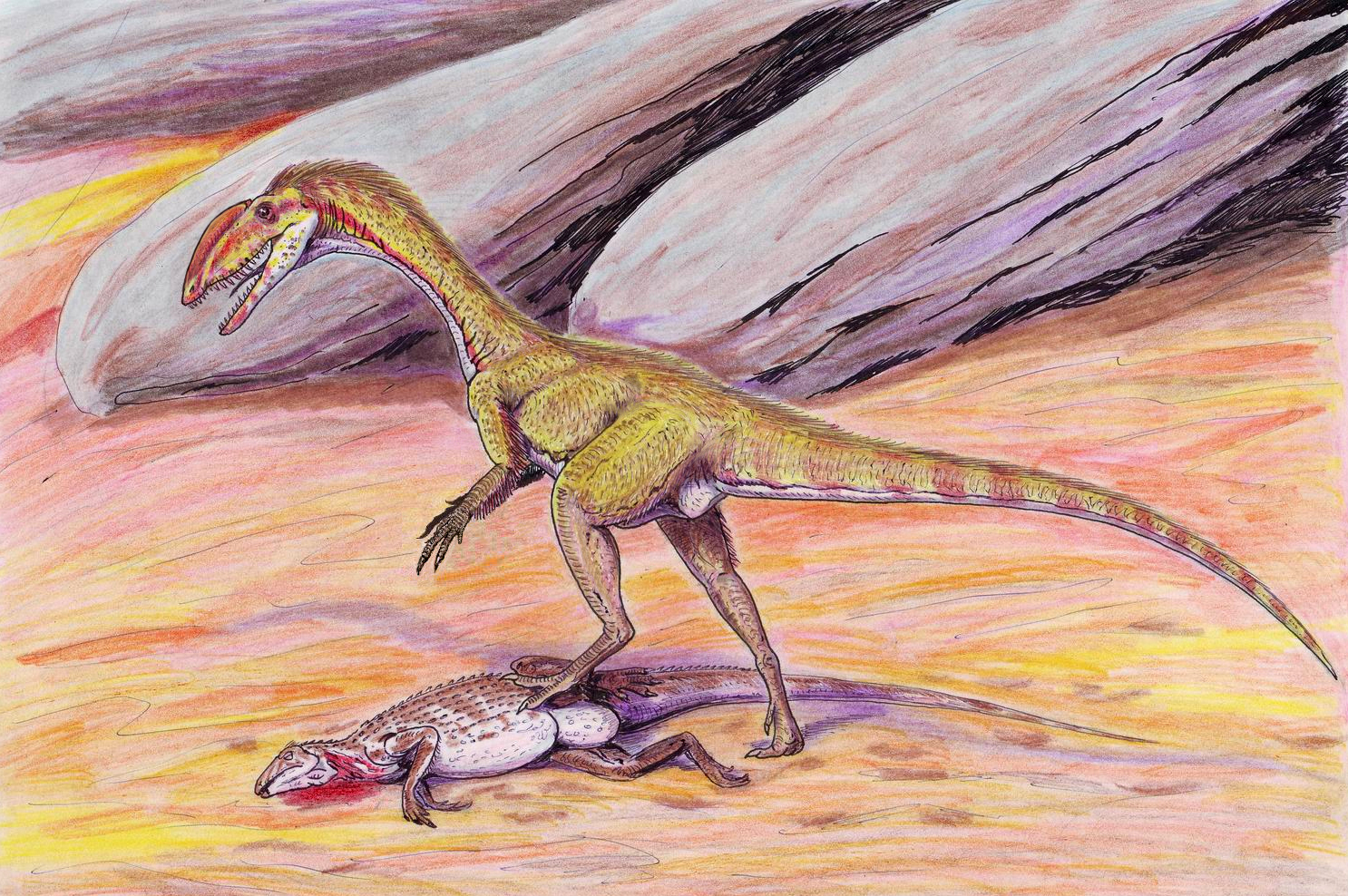
Megapnosaurus kayentakae met een Scutellosaurus als prooi.

Van Syntarsus rhodesiensis is vanaf 1963 tot 1990 een dertigtal fossielen gevonden, ten dele bij elkaar, in het noorden van Zimbabwe en in Zuid-Afrika (Hettangien-Sinemurien, 197 miljoen jaar oud). Het holotype is QG 1. Zijn lengte bereikte ruim twee meter (gemeten vanaf de neus tot het einde van de staart) en hij woog ongeveer dertien kilogram. Hij was een carnivoor (vleeseter) die vooral kleine dieren zou hebben gegeten, maar wellicht ook, in een jachtgroep, gejaagd heeft op grote herbivoren (planteneters) die in zijn gebied leefden. Als hij inderdaad identiek is aan de in Amerika gevonden Coelophysis is dit een voorbeeld van de grote verspreiding die soorten konden hebben in het supercontinent Pangaea.
S. kayentakatae is gebaseerd op holotype MNA V2623, een fragmentarisch skelet aangetroffen in het Hettangien van de Kayentaformatie in Arizona; verder zijn er nog een achttiental individuen gevonden. Hij heeft bepaalde kenmerken, waaronder een kam op het hoofd, die nogal afwijken van Coelophysis en doen vermoeden dat hij op een andere positie in de theropode stamboom geplaatst is, misschien dichter bij Dilophosaurus of Segisaurus. Vroeger werd aangenomen dat ook S. rhodesiensis zo'n kam had maar dat bleek later op een foute interpretatie van een stuk verschoven schedelbeen te berusten.